# 도직

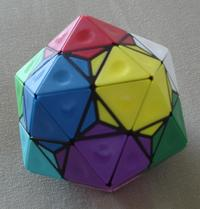
12색 도직

도직(영어: Dogic)은 루빅스 큐브 같은 정이십면체형 퍼즐이다. 삼각형 조각 5개가 만나는 꼭짓점이나 꼭짓점 주변의 (삼각형 조각을 포함하는) 전체 면 5개를 돌릴 수 있다. 움직일 수 있는 조각은 총 80개이다.

## 역사

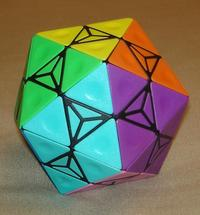
10색 도직

도직은 1993년 10월 20일에 헝가리에서 Zoltan과 Robert Vecsei이 특허를 신청하였으며, 1998년 1월 28일에 특허가 승인되었다(HU214709). 원래는 VECSO에서 "도직"과 "도직 2"의 이름의 두 변형으로 팔렸으나, 수요에 비해 한참 적게 생산되었다. 따라서 오랜 시간동안 이 퍼즐을 얻을 수 있는 방법은 이베이같은 간접 채널을 통한 것 뿐이였다.
2004년에, 우베 메페르트(Uwe Mèffert)는 퍼즐 팬들과 전 세계의 수집가들에게서 요청을 받아 원 제작자에게서 플라스틱 틀을 얻어서 도직의 생산을 가동했다. 이 도직은 2005년 1월에 처음으로 해외로 나갔으며 메페르트의 퍼즐 샵에서 팔았었다. 2010년이 되어서는 메페르트의 도직에 대한 관심이 적어져서 결국 메페르트는 도직의 생산을 멈췄다.
우베 메페르트에 따르면, 2000개가 생산되었다고 한다. 현재가 되어서 도직은 매우 귀해졌고 이베이에서 약 500 달러에 팔리고 있다.

## 해석
도직의 기본 디자인은 정십이면체를 꼭짓점 주변의 삼각형 조각 조각 60개와 면 중앙 조각 20개로 자른 것이다. 80조각 모두는 서로 상대적으로 움직일 수 있다. 게다가 각각의 조각을 표면에서 움직일 수 있게 하는 내부 조각이 적당하게 있다. 

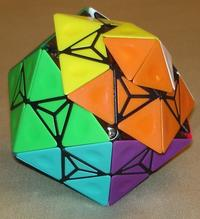
두 움직일 수 있는 층을 약간 돌린 10색 도직.

 한 꼭짓점 주변에 있는 삼각형 조각 5개를 돌리는 얕은 회전과 (꼭짓점 주변의 삼각형 조각을 포함한) 꼭짓점 주변의 면 전체 5개를 돌리는 깊은 회전의 두 종류의 회전이 가능하다. 얕은 회전은 삼각형 조각을 면들 간에서 이동시키지만 여전히 같은 꼭짓점 주변에 있고, 깊은 회전은 꼭짓점들 간에서 삼각형 조각들을 이동시키지만 여전히 같은 면에 있다. 각 삼각형 조각은 한 가지 색이 있고, 면 중앙 조각은 색깔 배치에 따라서 최대 세 가지 색을 가질 수 있다.

## 해법
버전이 다른 도직은 해법도 다르다.
12색 도직은 면 중앙 조각을 인접한 면에 맞춰야 하기 때문에 더 어려운 버전이다. 삼각형 조각은 그 후에 면 중앙 조각에 대응하는 색으로 맞춰야 한다. 면 중앙 조각은 수학적으로 메가밍크스의 귀퉁이 조각과 동일하기 때문에 풀 때 같은 알고리즘을 쓸 수 있다. 면 중앙 조각이 제자리에 있으면 삼각형 조각은 상대적으로 풀기가 더 쉽다, 왜냐하면 꼭짓점마다 있는 삼각형 조각 5개는 색이 동일하기 때문에 자유롭게 바꿀 수 있기 때문이다.
10색 도직은 특별한 완성된 상태가 없기 때문에 약간 덜 어렵다: 면 중앙 조각은 아무렇게나 둬도 결과는 여전히 '풀린' 것처럼 보일 수 있다. 하지만, 두번째 사진에서 나타난 것처럼 같은 색의 면끼리 쌍을 맞추는 등, 원하는 배열로 적절히 넣을 수 있다. 삼각형 조각은 완성된 상태에서 인접한 조각이 같은 색이 아니기 때문에 자유롭게 서로 바꿀 수 없어서 12색 도직 퍼즐보다 약간 더 까다롭다.
5색과 2색 도직은 동일한 조각이 매우 많기 때문에 더 쉽다. 이 간단한 버전은 완전한 12색 도직을 다룰 만큰 숙련되지 않은 퍼즐 팬들을 수용한다.

## 조합의 수
두 퍼즐의 시각적으로 동일한 조각의 개수가 다르기 때문에 가능한 조합의 수도 다르다. 꼭짓점 삼각형 조각이 60개가 있고 방향이 3개인 면 중앙 조각이 20개가 있어서, 이론적으로 최대 60!·20!·320가지 위치를 가질 수 있다. 두 퍼즐 다 아래의 인자에 의해서 이 수에는 도달하지 않는다.

### 12색 도직
1. 면 중앙 조각의 위치는 짝순열만 가능하다 (2)
2. 처음 중앙 조각 19개의 방향은 마지막 중앙 조각의 방향을 결정한다 (3)
3. 일부 꼭지점 조각은 구분 불가능하다 (5!12)
4. 퍼즐 전체의 방향은 상관 없다 (60): 첫 번째 중앙 조각의 위치와 방향 60개는 고정된 기준점이 없기 때문에 모두 동일하다.

따라서 12색 도직의 전체 경우의 수는 {\displaystyle {\frac {59!\times 20!\times 3^{19}}{2\times 5!^{12}}}\approx 2.20\times 10^{82}}가지가 있다.
정확한 숫자는 21991107793244335592538616581443187569604232889165919156829382848981603083878400000이다.

### 10색 도직
1. 면 중앙 조각의 위치는 짝순열만 가능하다(2)
2. 처음 중앙 조각의 방향은 상관이 없다 (320)
3. 중앙 조각 중 10개는 나머지와 동일하다 (210)
4. 일부 꼭짓점 조각은 구분 할 수 없다 (6!10)
5. 퍼즐 전체의 방향은 상관 없다 (60)

10색 도직의 전체 경우의 수는 {\displaystyle {\frac {59!\times 20!}{2^{11}\times 6!^{10}}}\approx 4.40\times 10^{66}}가지이다.
전체 숫자는 4400411583858825100777127453704140502784413155112522644357120000000이다.

## 같이 보기
- 루빅스 큐브
- 피라밍크스
- 스큐브 다이아몬드
- 임파서볼
- 메가밍크스
- 조합 퍼즐
- 기계적 퍼즐

## 참고 문헌
- Jaap's Dogic page, which includes solutions and some brief historical data.
- The Magic Polyhedra Patent Page